# 菊池時隆

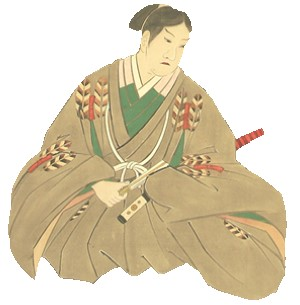
菊池時隆像

菊池 時隆（きくち ときたか、弘安10年（1287年） - 嘉元2年（1304年））は、鎌倉時代末期の武将。菊池氏の一族。菊池隆盛の長男。幼名は次郎。
祖父・菊池武房から家督を継ぐものの、嘉元2年（1304年）に17歳で病死した。後継問題のいざこざで、一族の菊池武本と刺し違えて死亡したとの説もある。その後は弟の菊池武時が相継する。